# Svaðilfari

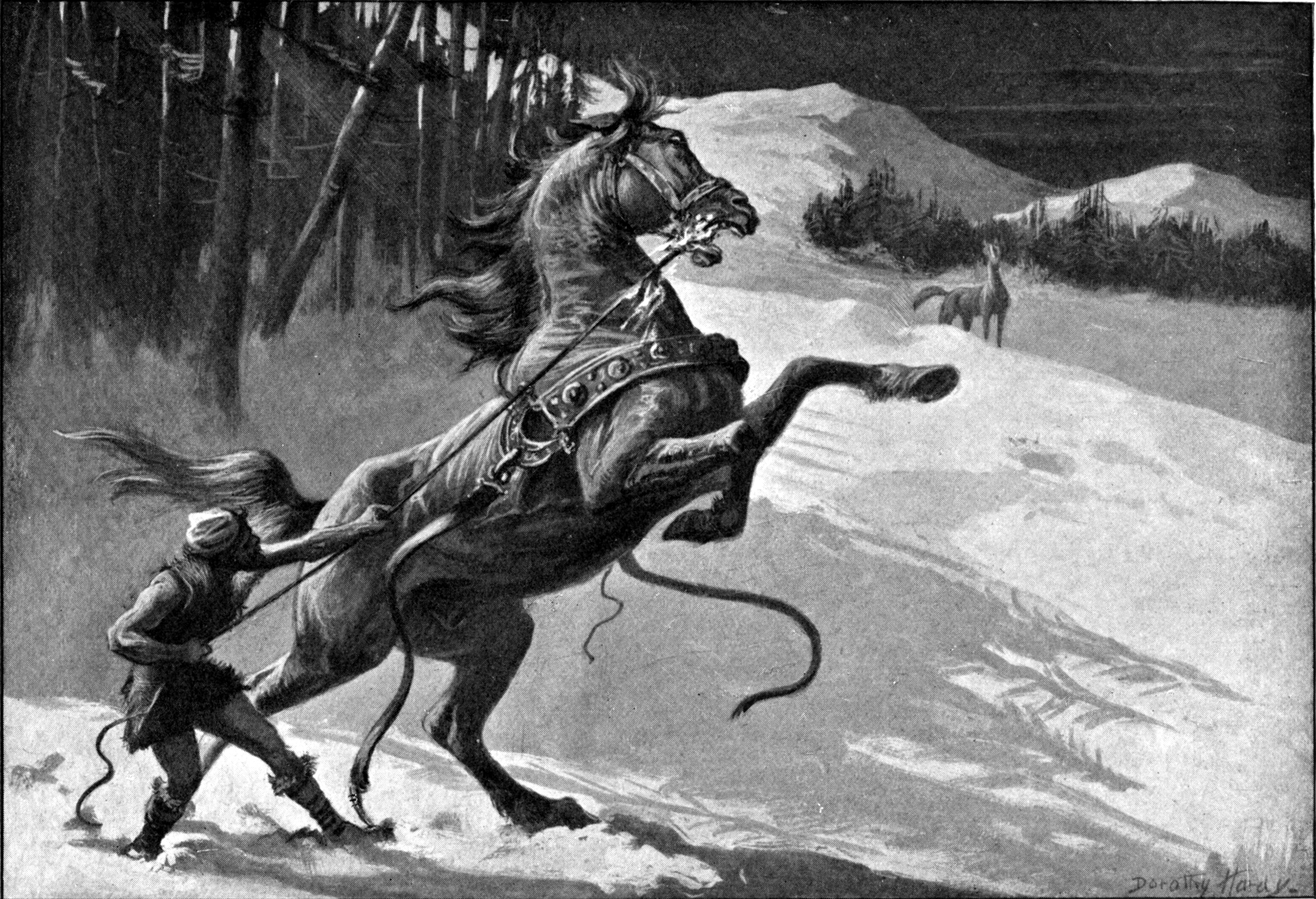
Loki y Svaðilfari (1909) por Dorothy Hardy.

En la mitología nórdica, Svaðilfari (del nórdico antiguo 'viajero desafortunado') es un caballo semental que engendra al caballo de ocho patas Sleipnir con Loki (que tomó forma de una yegua). Svaðilfari pertenecía a un gigante disfrazado y anónimo, pero que llamaban Hrimthurs, quien construyó las murallas de Asgard.

## Gylfaginning

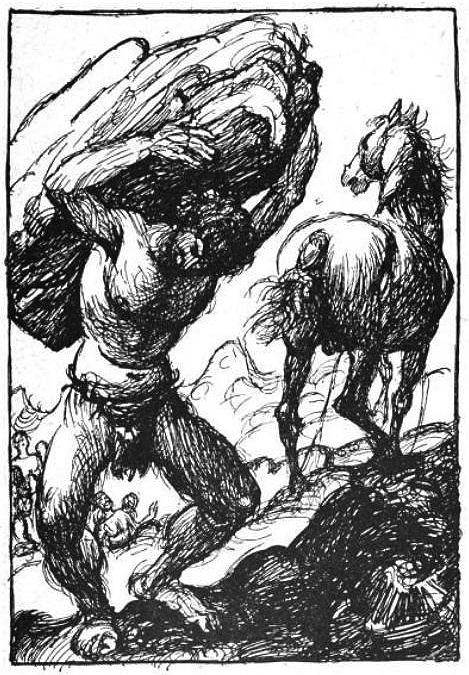
Imagen del gigante hrimthurs, el constructor, con el semental Svaðilfari (1919) de Robert Engels.

En el capítulo 42 del libro de la Edda prosaica Gylfaginning, se relata el origen de la fortaleza de los dioses, cuando asentaron Midgard y construyen el Valhalla, y se menciona a un constructor anónimo que se ofrece para construir una fortificación para los dioses que mantenga las incursiones de los invasores y que pide a cambio la diosa Freyja, el Sol y la Luna. No sin debate, los dioses aceptan, aunque enumerando ciertas restricciones al constructor —entre ellas, que debía completar el trabajo en un plazo de tres estaciones sin ayuda de ningún otro hombre—. El constructor pide disponer de su caballo semental Svaðilfari para la tarea y, con la intercesión de Loki a favor, los dioses acceden.
El semental Svaðilfari duplica la fuerza del constructor, arrastrando enormes rocas para sorpresa de los dioses. El constructor con Svaðilfari progresan en la construcción de la muralla y tres días antes de finalizar el verano, ya están cerca de la entrada de la fortificación. Los dioses son convocados. Sospechando quién es responsable de la artimaña llegan a la conclusión unánime de que gran parte del problema proviene de Loki y lo declaran culpable.
Los dioses deciden que Loki merece una muerte horrible si no es capaz de encontrar una solución para que el constructor no reciba su pago y lo amenazan con atacarlo. Loki, temeroso, jura que encontrará la solución para que el constructor no reciba su pago sin preocuparle el alto precio que le toque pagar. Esa noche, el constructor conduce a Svaðilfari para traer una piedra y del bosque aparece una yegua. La yegua relincha llamando al semental y Svaðilfari se vuelve frenético, relinchando, desgarra sus correajes y se lanza a ella que se adentra de nuevo en el bosque, seguida del semental y del constructor. Los dos caballos corren toda la noche, provocando que el trabajo se paralice y frenando aquel ímpetu de trabajo que, desde el principio, se mantuvo constante.
Cuando los Æsir se percatan de que el constructor es un gigante hrimthurs, rompen su compromiso de pago con él y llaman a Thor, quien de un mazazo de Mjölnir le parte el cráneo en pedazos. Entre tanto, Loki concibe un potrillo gris de ocho patas un tiempo más tarde, el caballo de Odín Sleipnir, el mejor caballo entre dioses y hombres.

## Mitología comparativa
- En la épica búlgara, el héroe Marko se comprometió en matrimonio con una extraña viuda si era capaz de construir una torre, pero no pudo acabarla a falta de una última piedra. El proyecto no pudo llevarse a cabo debido a la aparición de un hombre de origen africano que saboteó la construcción obligando a Marko a luchar contra él (Descripción despectiva asignada sobre todo a los árabes, debido a la cercanía y a los constantes enfrentamientos bélicos con los turcos).[4]
- El apelativo /SVaÐiL-fari/ puede estar etimológicamente ligado al nombre de la deidad vaidika Savitr. Basado en comparativas eslávicas e hititas, el apelativo tiene relación con la palabra 'caballo'.[5]